# Parque nacional de Matsalu
El Parque Nacional de Matsalu (previamente Reserva Natural de Matsalu, estonio, Matsalu rahvuspark, a menudo simplemente Matsalu) es una reserva natural y parque nacional ubicado en el condado de Lääne, Estonia. Matsalu es uno de los más grandes e importantes puntos de parada en otoño para las aves migratorias de Europa.

## Historia

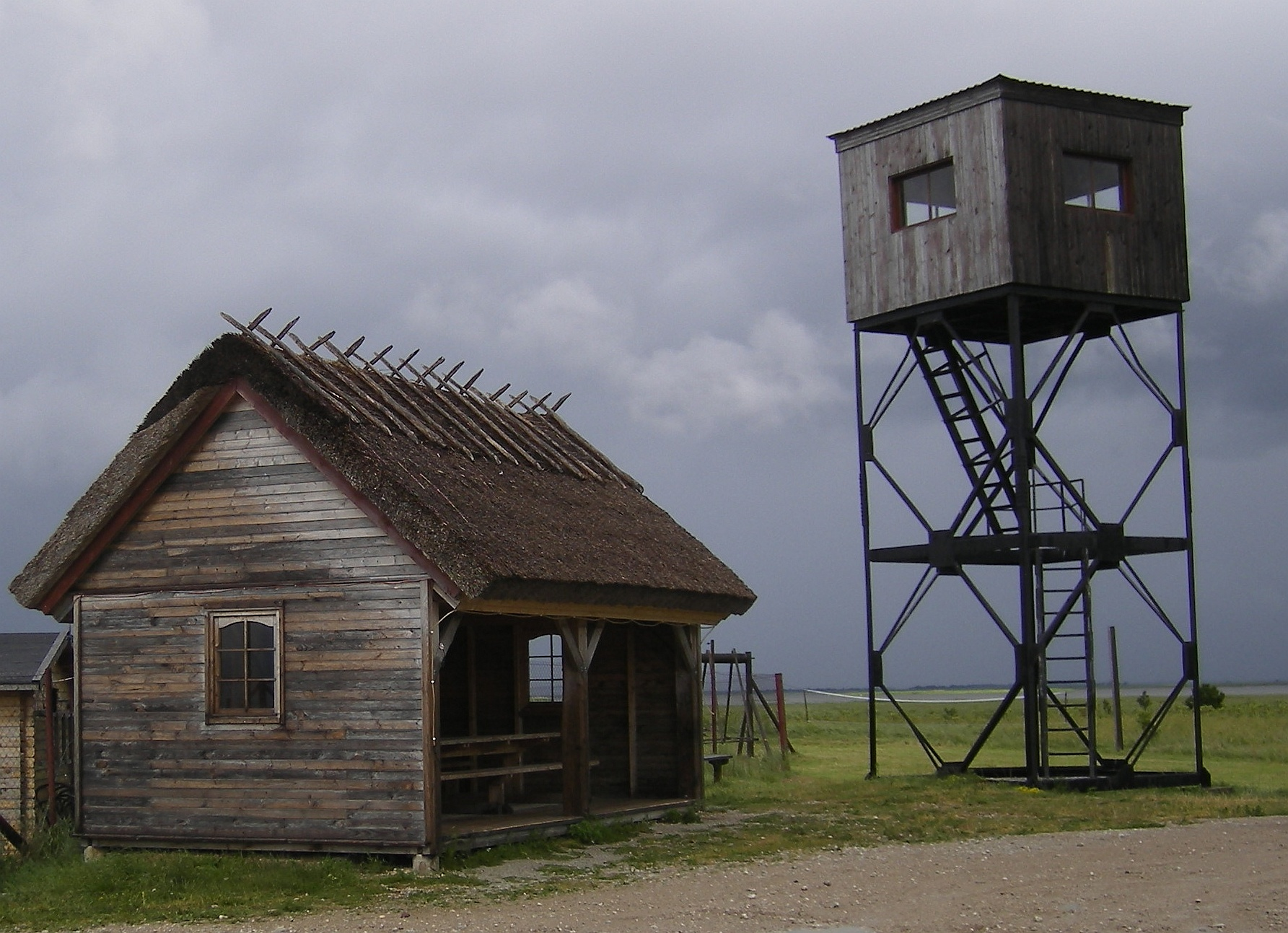
Torre de observación de pájaros de Keemu.

La investigación científica comenzó en Matsalu alrededor del año 1870, cuando Valerian Russow, el curador del Museo de Historia Natural de la Universidad de Tartu, dio un breve resumen de los pájaros cerca de la bahía de Matsalu. En 1928–1936 Eerik Kumari investigó estos pájaros en Matsalu y sugirió la creación de una zona de protección de aves allí en 1936.
La investigación científica se hizo regular en el año 1945, cuando el Instituto de Boténica y Zoología de la Academia Estonia de las Ciencias estableció una base de investigación en Penijõe.
La Reserva Natural de Matsalu fue fundada en 1957, principalmente para proteger los nidos, la muda y la migración de las aves. Los primeros trabajadores permanentes (administrativos y científicos) comenzaron en 1958 y la base de investigación de Penijõe se convirtió en el centro administrativo de la recientemente creada reserva natural. Estonian Bird Ringing Centre (estonio, Rõngastuskeskus), el coordinador del anillamiento de aves en Estonia, también se encuentra en Penijõe.
En 1976 Matsalu fue incluida en la lista de humedales de importancia internacional bajo la Convención Internacional para la Protección de los Humedales (Convención de Ramsar).
En 2003, se le otorgó el Diploma europeo de áreas protegidas a la Reserva Natural de Matsalu, como un reconocimiento del Consejo de Europa a la Reserva Natural de Matsalu por su éxito a la hora de conservar la diversidad de hábitats y las numerosas especies de pájaros y otros grupos de biota en la reserva natural. Matsalu es la primera y única reserva natural en Estonia que tiene el diploma europeo.
En 2004 la Reserva Natural de Matsalu junto con las zonas que la rodeaban se convirtieron en el Parque Nacional de Matsalu.

## Naturaleza
El Parque Nacional de Matsalu abarca una superficie de 486,4 km², de tierra y agua incluyendo la bahía de Matsalu junto con el delta del río Kasari y las zonas de alrededores, la planicie aluvial y los prados costeros, carrizales y bosques, y también una parte del mar de Väinameri bordeando la bahía, incluyendo más de cuarenta islas.
La bahía de Matsalu es estrecha, salobre y rica en nutrientes. La longitud de la bahía es de 18 kilómetros, una anchura de 6 km pero una profundidad media de sólo 1,5 metros (máximo, 3,5 m).
El río Kasari es el mayor de los diversos ríos que desembocan en la bahía de Matsalu. El delta del río Kasari no está en su condición natural debido a que dragaron en 1930—1960. Los carrizos y juncos rodean el principal canal se están extendiendo hacia el oeste hasta 100 m cada año.

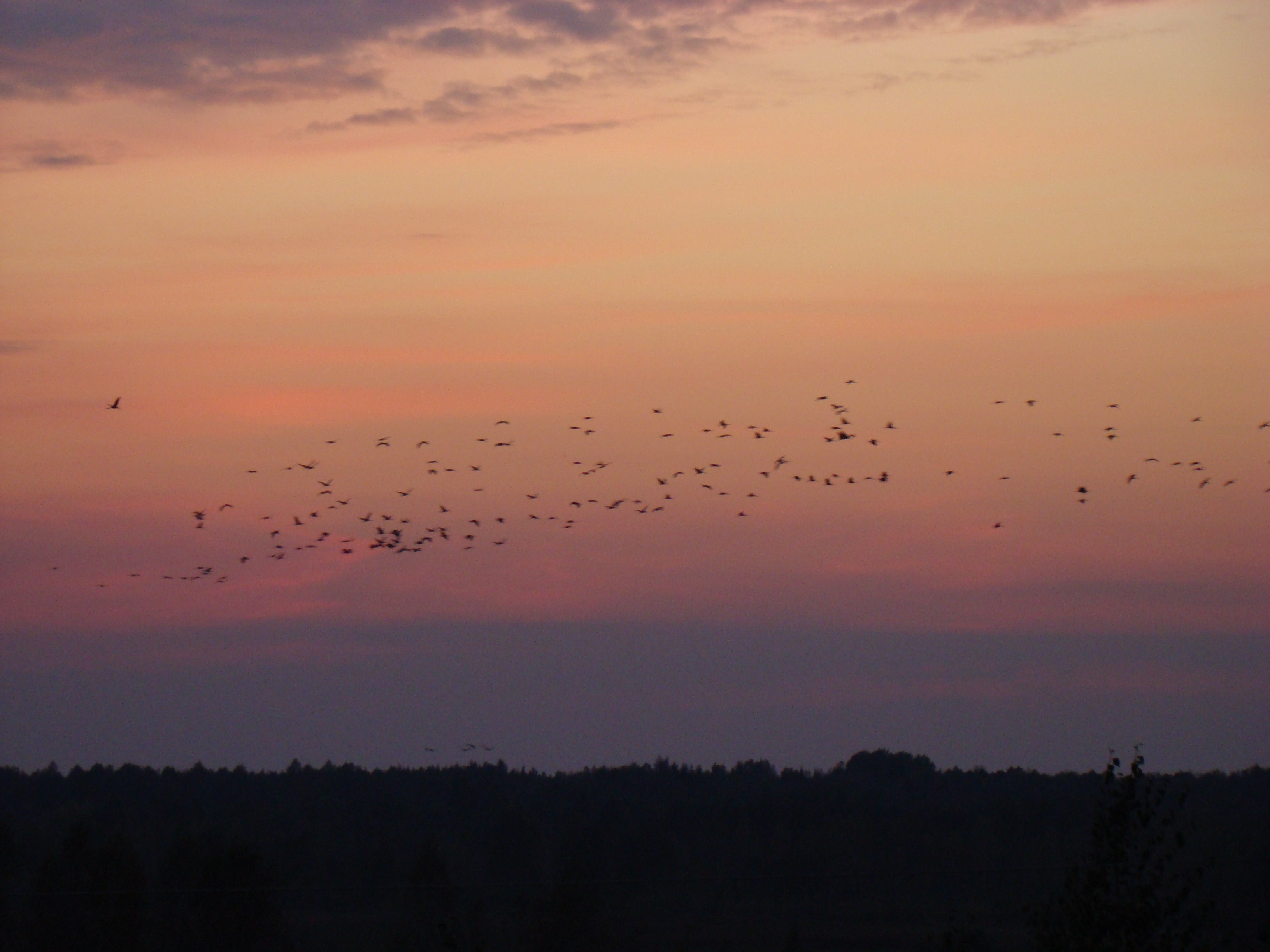
Grullas comunes en vuelo.

Los ríos llevan grandes cantidades de sedimentos ricos en nutrientes a la bahía de una cuenca hidrográfica de 3.500 km². Los sedimentos se depositan en estuarios del río, permitiendo a los carrizos expansionarse.
Un total de 275 especies de pájaros han sido documentados en Matsalu, entre los cuales 175 anidan y 33 aves acuáticas migratorias. 49 especies de peces y 47 especies de mamíferos están registrados en la zona de la reserva natural, junto con 772 especies de plantas vasculares.
Cada primavera alrededor de dos millones de aves acuáticas pasan por Matsalu, incluyendo 10.000—20.000 cisnes chicos, 10.000 porrones bastardos, porrones osculados, porrones moñudos, serretas grandes y muchos otros. Una colonia de hasta 20.000 barnaclas cariblancos, más de 10.000 gansos y miles de zancudas se detienen en los pastos costeros en la primavera. Los pájaros más numerosos del lugar (alrededor de 1,6 millones) son patos haveldas. Aproximadamente 35.000—40.000 patos se alimentan en los carrizales en la primavera.
En otoño, alrededor de 300.000 aves migratorias pasan por Matsalu. El humedal es conocido como el mayor lugar de parada de grullas comunes en Europa. El número más alto documentado de grullas ha sido de 23.000.

## Festival Internacional de Cine natural de Matsalu
El Festival Internacional de Cine Natural de Matsalu (estonio, Matsalu loodusfilmide festival) se celebra todos los otoños en la cercana ciudad de Lihula. El festival lo organiza una organización sin fines lucrativos MTÜ Matsalu Loodusfilmide Festival, que fue creada a finales de 2003.
El primer festival internacional se celebró entre el 3 y el 5 de octubre de 2003 en Lihula con un programa de competición de 23 películas de 7 países. Más de 2.500 personas visitaron el festival ese año. El segundo festival se celebró del 23 al 25 de septiembre de 2004, con participantes de 14 países, un programa competitivo de 35 películas y alrededor de 5.000 visitantes. El tercer festival se celebró del 22 al 25 de septiembre de 2005 con un programa competitivo de 39 películas de 16 países y más de 7.000 visitantes. El cuarto festival se celebró del 21 al 24 de septiembre de 2006, tuvo 21 países participantes y 41 películas en competición. El quinto festival, del 19 al 23 de septiembre de 2007 tuvo más de 7.000 visitantes.
Los organizadores admiten que como el festival se celebra en el territorio de una reserva natural, no puede crecer mucho más en una pequeña ciudad y por lo tanto planean llevar principalmente documentales de naturaleza de Europa al festival, al mismo tiempo no olvidando los asuntos relacionados con el nombre.